# 歐文 (紐約州)
歐文（英語：Erwin）是一個位於美國紐約州斯托本縣的鎮。

## 人口
根據2020年美國人口普查的數據，歐文的面積為101.42平方千米，當中陸地面積為100.12平方千米，而水域面積為1.30平方千米。當地共有人口8090人，而人口密度為每平方千米80人。